# کوتوله‌پایان
کوتوله‌پایان یا هم‌تبارویسان (نام علمی: سیمفیلا Symphyla) نام یک رده از هزارپایان (بیوَرپاوندان (Myriapod) است.
کوتوله‌پایان در خاک زندگی می‌کنند و شبیه به صدپاویسان (centipedes) هستند، اما بدنی کوچک‌تر و شفاف دارند؛ این جانوران می‌توانند به‌سرعت جابه‌جا شوند و از سوراخ‌های درون خاک عبور کنند؛ نوزاد آنها شش جفت پا دارد، ولی در هر مرحلهٔ پوست‌اندازی یک جفت پا به آنها افزوده می‌شود به‌طوری‌که در مرحلهٔ بلوغ دوازده جفت پا دارند؛ این جانوران فاقد چشم هستند و شاخک‌های بلندی دارند که نقش حسگر را ایفا می‌کند.
کوتوله‌پایان بندپایانی سفیدرنگ و نزدیکترین گروه به حشرات هستند. این موجودات عموماً در جاهای مرطوب زندگی می‌کنند و از یک تا هشت میلیمتر طول دارند. این جانوران با تغذیه خود موجب تجزیه مواد آلی خاک و بازگشت مواد مغذی به خاک می‌شوند. تاکنون تعداد بسیار کمی از این موجودات در قاره آسیا یافت شده است.